# Brigade aérienne des forces de sécurité et d'intervention
La brigade aérienne des forces de sécurité et d'intervention (BAFSI) est une ancienne brigade du Commandement des forces aériennes qui regroupait les fusiliers de l'air ; les commandos parachutistes de l'air et les pompiers de l'armée de l'air et de l'espace. Elle comprenait le CPA n° 10 de la composante « Air » des forces spéciales françaises, deux autres commandos parachutistes de l'air conventionnels et une trentaine d'escadrons ou détachements de protection de fusiliers de l'air, ainsi que l'ensemble des escadrons de sécurité incendie et sauvetage (ESIS) des différentes implantations de l'armée de l'air. Le 30 août 2020, la BAFSI disparaît au profit de deux nouvelles brigades : la brigade des forces spéciales air et la Brigade des pompiers de l'air.

## Mission

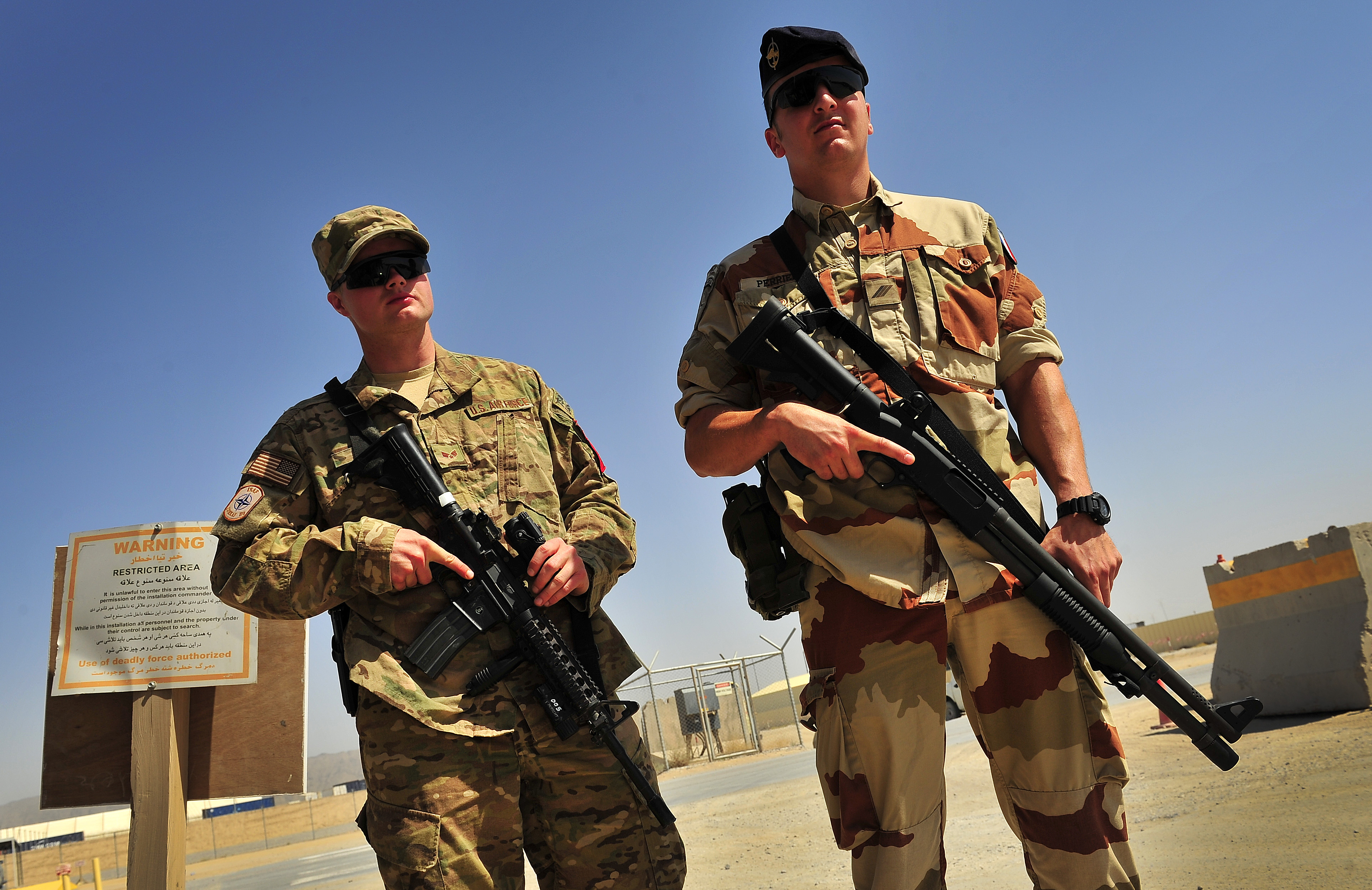
Un fusilier de l'air armé d'un fusil à pompe FN Police et un membre des US Air Force Security Forces sur l’aéroport de Kandahar le 20 juin 2012.

La mission prioritaire des fusiliers de l'air, maîtres-chiens et pompiers de l'air est d’assurer la protection et la sécurité du personnel, du matériel et des installations de l'armée de l'air, en France et en opérations extérieures.
La brigade aérienne des forces de sécurité et d’intervention (BAFSI), responsable des unités d'intervention ou de protection de l'air et des pompiers, a été constituée dans un premier temps sur la base aérienne 102 Dijon-Longvic. En 2015, elle est transférée sur la base aérienne 106 Bordeaux-Mérignac et intègre le Commandement des forces aériennes.
Cette brigade assurait la mise en condition opérationnelle d’unités dédiées à l’intervention au titre des opérations conventionnelles ou spéciales, à la protection des points sensibles de l’armée de l’air, à la sécurité incendie des aéronefs et des installations et à la formation à la survie des équipages. Ces unités sont susceptibles d’intervenir à tout moment en tout point du globe afin par exemple de porter secours à nos ressortissants, de prévenir un conflit, de contribuer au rétablissement ou au maintien de la paix ou encore d’être placées au service de la population.

## Les missions des fusiliers de l'air et des commandos parachutistes de l’air et des cynotechnichiens

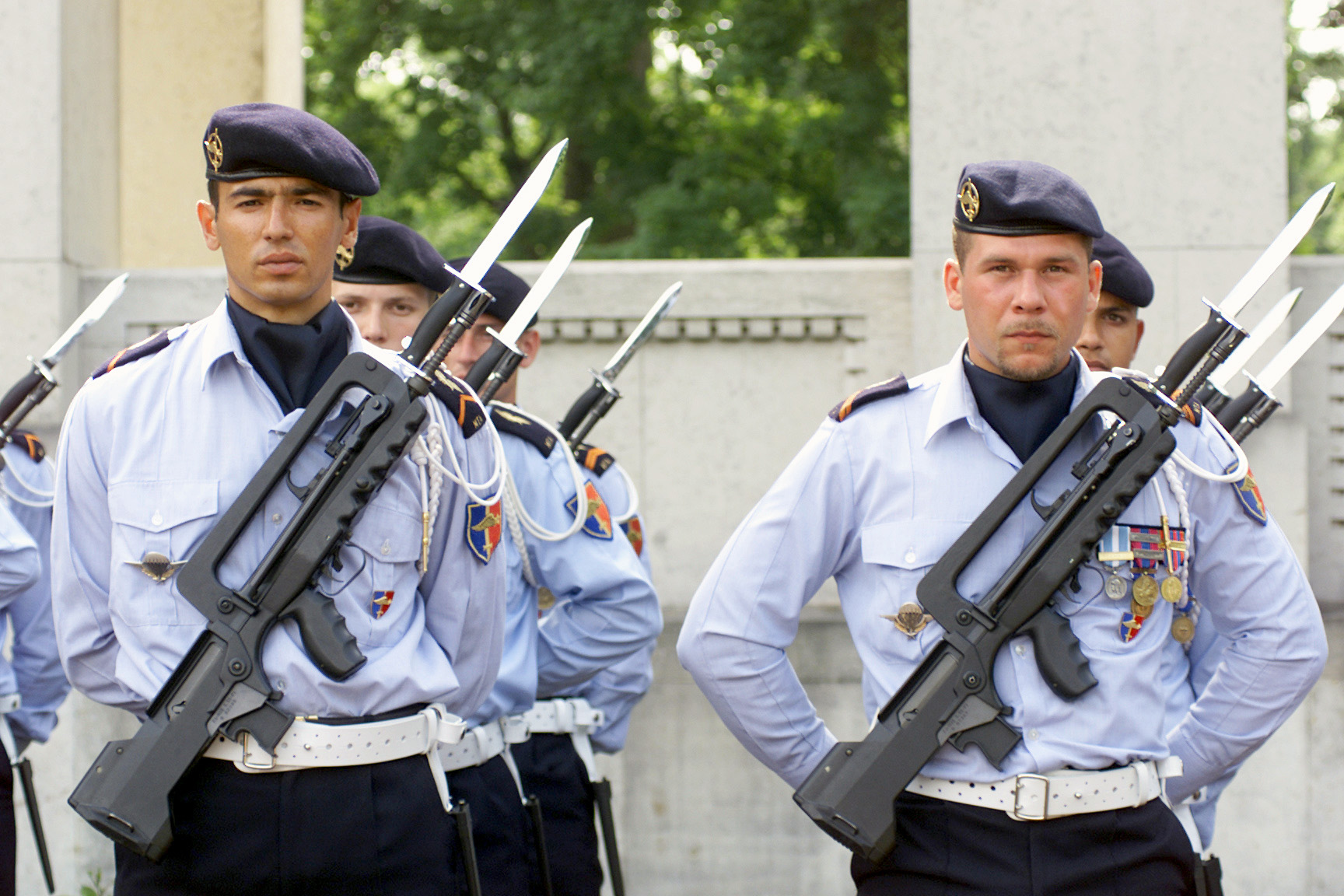
Commando Parachutiste n° 20 lors d'une prise d'armes.

Les 34 escadrons de protection (EP) ou détachements de protection assurent :
- la protection et la défense des points sensibles air (PS) à l’intérieur et à l’extérieur du territoire national ;
- la participation à la prévention et à la lutte contre le terrorisme et l’utilisation des stupéfiants.
- la protection sécurité des sites et convois nucléaires.
- la participation aux opérations extérieures et aux détachements opérationnels.

Ces escadrons sont composés de fusiliers de l’air et fusiliers parachutistes de l’air. Regroupés en section composées de différents spécialistes tel que : tireur de précision, conducteur VAB, maître chien, reco NEDEX, et d'autres spécialités opérationnelles ou non opérationnelles (moniteur commando, moniteur TAD, directeur de tir...).
Les  deux unités d’intervention conventionnelle assurent des missions communes telles que :
- l’intervention et le renfort de protection au profit des points sensibles air à l’intérieur et à l’extérieur du territoire national ;
- la participation à l’aide aux services publics en cas de catastrophe naturelle ;
- la participation aux exercices nationaux et internationaux.

Parallèlement chacun de ces commandos parachutistes de l’air a développé un pôle d’excellence :
- Le Commando parachutiste de l'air no 10 d’Orléans détient des capacités uniques dans les domaines du renseignement, des opérations spéciales et de l’intégration des effets de l’arme aérienne au profit du commandement des opérations spéciales (COS).

Il est composé de commandos forces spéciales air. 
- Le Commando parachutiste de l'air no 20 d'Orange est spécialisé dans l'appui  aérien, la reconnaissance de terrain sommaire, la fouille opérationnelle  avec ses équipes cynophiles. et la récupération de personnels isolés.

Il est composé de fusiliers parachutistes de l’air. 
- Le Commando parachutiste de l'air no 30 d'Orléans participe à la recherche et au sauvetage au combat (RESCO) afin de procéder à l’extraction aéroportée d’un pilote éjecté en zone hostile.

Il est composé de commandos parachutistes de l’air, également mis pour emploi au profit du COS.

## Les Unités d’Instruction
L’Escadron de formation des commandos de l'air (EFCA) de la base aérienne 115 Orange-Caritat dispense la formation initiale et de perfectionnement de l’ensemble du personnel fusilier de l'air et maître-chien (officiers, sous-officiers et militaires techniciens de l’air). Il assure une partie de la formation des commandos parachutistes de l'air. 
Le Centre Air de saut en vol (CASV) à Orléans forme et entraîne le personnel parachutiste. Il gère et entretient le parc de parachutes.

## Les missions des pompiers de l'air
Les 33 escadrons de sécurité incendie et sauvetage (ESIS) assurent la protection incendie des moyens et installations liés à la mise en œuvre des aéronefs et des armes nucléaires. Ils participent aux mesures de sauvetage des équipages et des passagers.
Ces unités prennent part aux interventions sur sinistres extérieurs, à l’aide aux services publics en cas de catastrophes naturelles et à la lutte contre les feux de forêts.
Expertes en termes de NRBC, elles organisent les moyens nécessaires à la prévention et à la décontamination du personnel et du matériel en vue de poursuivre l’activité opérationnelle face à un événement à caractère nucléaire, radiologique, bactériologique ou chimique.
Les ESIS participent activement aux missions de prévention par :
- la diffusion des consignes d’urgence et d’évacuation en cas de sinistre,
- l’élaboration des dossiers de sécurité des établissements recevant du public,
- la participation à la commission locale de sécurité incendie.